# Frank Höfle
Frank Höfle, en tysk längdåkare.

## Vinster
- Paralympiska vinterspelen 2006 
  - Silver, längdskidåkning 5 km synskadade